# Filip van Brabander
Filip van Brabander (Nazareth, 14 mei 1953 – Gent, 3 november 2023) was een Belgisch journalist en redacteur.

## Levensloop
Van Brabander studeerde in 1977 af als licentiaat de psychologische en pedagogische wetenschappen en in 1978 als licentiaat in de pers- en communicatiewetenschap aan de Rijksuniversiteit Gent.
Hij begon zijn professionele carrière als wetenschappelijk medewerker bij de BRT. In 1980 ging hij aan de slag als journalist bij Het Volk. In 1983 was hij medestichter van Eos, waarvan hij in 1990 hoofdredacteur werd. Deze functie oefende hij uit tot 2006.